# Ankober
Ankober (amharisch አንኮበር früher auch Ankobar oder Gorobela) ist eine Stadt in Zentraläthiopien und eine der Hauptstädte des ehemaligen Königreiches von Shewa. Sie liegt in der North-Shewa-Zone in der Verwaltungsregion Amhara.

## Geografie
Ankober liegt am südlichen Ende eines schmalen Hochpleataus am Rande des Great Rift Valley, das bei Ankober 2000 Meter in die Tiefe führt.
Die Stadt liegt etwa 23 km südöstlich von Debre Berhan. Etwas näher liegt die etwa 7 Kilometer südöstlich von Ankobar geliegene Ortschaft Aliyu Amba.

### Flora und Fauna
Der Ankobergirlitz, der unter anderem in der Umgebung von Ankober endemisch ist, trägt den Namen der Stadt. Erstmals beschrieben wurde der Vogel durch den englischen Ornithologen William Swainson im Jahr 1827. Der Samenfresser wird auf der Roten Liste des IUCN als „gefährdet“ gelistet. Auch die in der Gegend endemischen Guereza-Affen, Blutbrustpaviane und Bartgeier lassen sich um Ankober gut beobachten.
Erst 1997 erstmals wissenschaftlich beschrieben wurde die Aloen-Art Aloe ankoberensis. Zu finden ist die Pflanze auf den steilen, felsigen Hängen und Klippen in Höhe von rund 3000 bis 3500 Metern rund um Ankober.

## Geschichte
Die frühsten schriftlichen Überlieferungen über Ankober datieren auf das 12. Jahrhundert, als König Yekuno Amlak seinen Sitz in dieser Region errichtete.
Ankober heißt übersetzt das „Tor von Anko“, wobei Anko gemäß lokaler Tradition die Frau eines lokalen Oromo-Herrschers war, der im 17. Jahrhundert in Ankober ansässig war.

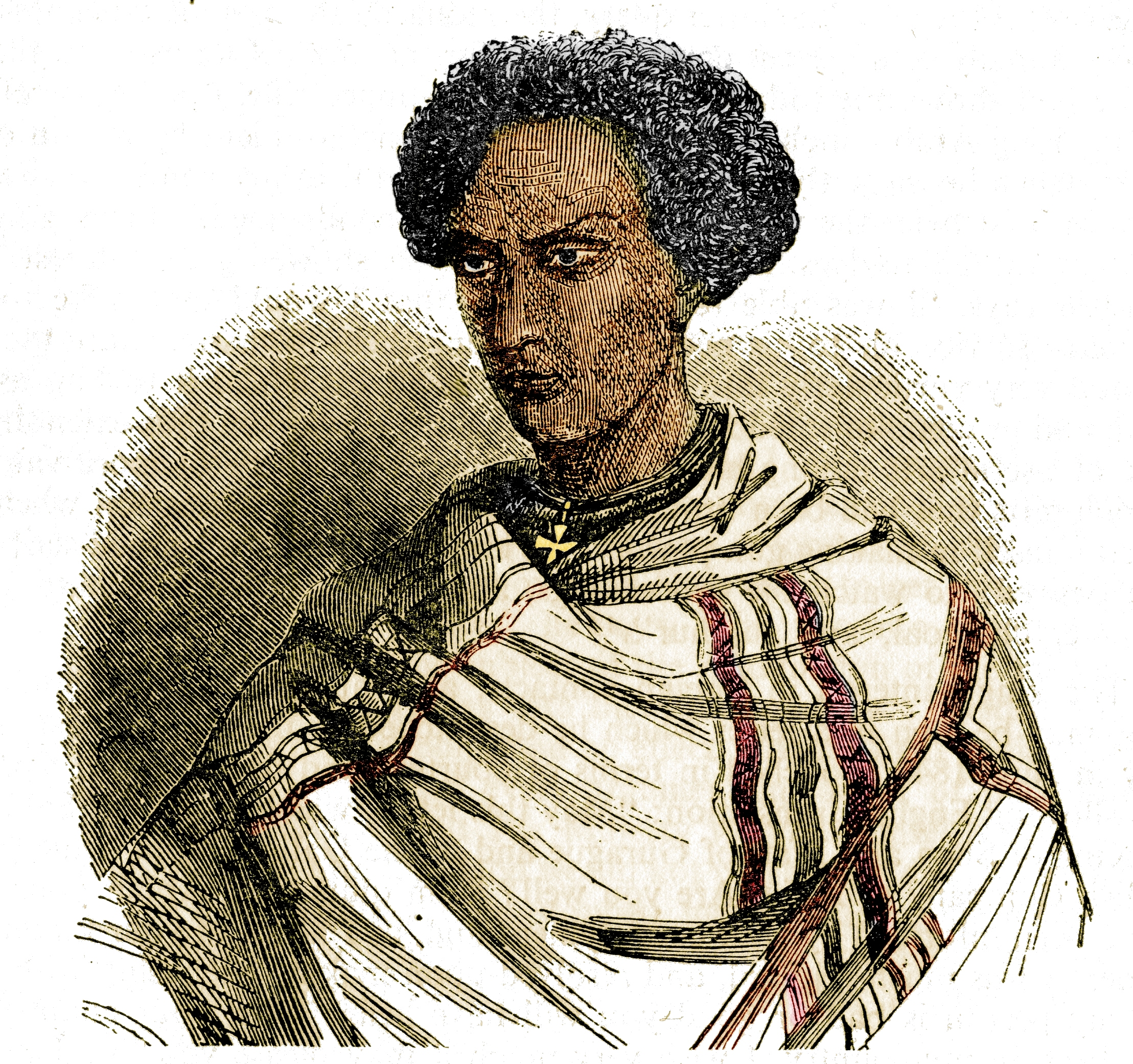
König Sahle Selassie

Im 18. Jahrhundert wurde Ankober, eine Siedlung der Oromo, vom damaligen König von Shewa Qadámi Qal (1720–1745) erobert. Sein Nachfolger, Amha Iyasus (1745–1775) verschob die Hauptstadt des Königreichs irgendwann zwischen 1750 und 1775 von Doqaqit nach Ankober und gilt heute als Gründer der Stadt. Er erbaute in den 1750er-Jahren mit der Kirche St. Giyorgis auch die erste Kirche der Stadt. Ankober war zu dieser Zeit ein wichtiges Zentrum mit verschiedenen Handwerkerbetrieben und wurde von Karawanen als Zwischenhalt benutzt und die Handelsrouten zur Hafenstadt Zeila wurden von hier aus kontrolliert. König Asfa Wossen, der 1773/74 an die Macht kam, baute die Stadt weiter aus, er wurde um 1807 in der von ihm erbauten Kirche Maryam in Ankober begraben. Im Jahr 1813 übernahm Sahle Selassie den Thron im Shewa-Reich – unter seiner 35 Jahre dauernden Herrschaft entstehen in der Stadt nochmals drei weitere Kirchen.
In den 1839 waren die Missionare Carl Wilhelm Isenberg und Ludwig Krapf in der Stadt aktiv, während Isenberg im November 1839 wieder nach Europa zurückkehrte, blieb Krapf weitere zwei Jahre im Land. C.T. Beke schätzte in den 1840er-Jahren, das jährlich 2'500 bis 3'000 Sklaven Ankober jedes Jahr durchqueren. 1842 wurde die Stadt infolge eines Erdbebens zerstört und danach wieder aufgebaut. William Harris schrieb 1844 von 3'000 Sklaven alleine am königlichen Hof in Ankober und schätzte die Einwohnerzahl von Ankober dazumals auf 12–15'000 Einwohner.

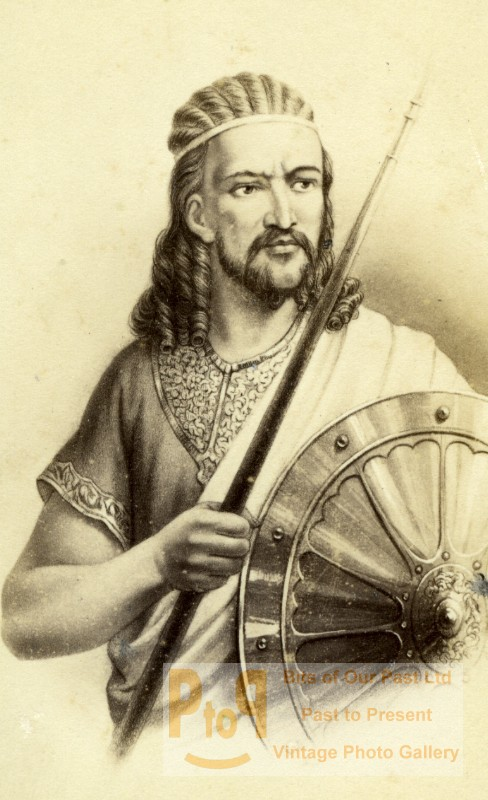
Tewodoros II.

Nach dem Tod von König Sahle Selassie 1847 wurde Ankobar von der Omoro-Gruppe der Abichu angegriffen, konnte jedoch auch dank der Unterstützung von lokalen Omoro-Gruppen und den Generälen des verstorbenen Königs verteidigt werden. 1855 wurde Ankober selbst und die Lebensmittelspeicher der Stadt vom eigenen Herrscher, Haile Melekot, in Brand gesteckt, der dadurch verhindern wollte, dass die Stadt in die Hände von Tewodros II. fällt. Nach dem Tod Melekots im November 1855 marschierte Tewodros jedoch Ende Februar 1856 in Ankober ein und beendete damit die Unabhängigkeit des ehemaligen Königreich Shewa.
Von da an war Ankober Sitz von Menelik II., der unter dem Titel König von Shewa einer von drei Gouverneuren Tewodros war. In der Folge verlor Ankobar an Wichtigkeit, auch wenn es immer noch Sitz des Klerus von Shewa war. Als Antonio Cecchi Ankober im Januar 1878 besuchte, schätzte er die Bevölkerung der Stadt auf noch etwa 6'000 Einwohner, wenn jedoch Gericht abgehalten wurde, konnte die Bevölkerungszahl bis auf 15'000 Einwohner steigen. Ebenfalls im Jahr 1878 verschob Menelik seinen Hauptsitz nach Intoto, auch wenn er weiterhin in Ankobar verkehrte und 1883 in der Kirche Medhane Alem seine Frau Taitu heiratete. 1880 bezeichnete Gustavo Bianchi den Markt von Ankober im Vergleich zu jenen in Liche und Aliyu Amba als unwichtig. Nach der Ernennung Meneliks zum König Äthiopiens im Jahr 1889 ließ er in Ankober die erste Schule im Ort errichten, der Unterricht wurde von ägyptisch-koptischen Lehrern übernommen.
Ab den 1890er-Jahren wurde das Gefängnis von Ankober während der Feldzüge von Menelik zur Vereinigung von ganz Äthiopien zur Inhaftierung von politischen Gefangenen genutzt. In Ankobar inhaftiert waren beispielsweise ab 1897 während zwölf Jahre der letzte König von Kaffa, Gaki Sherocho, sowie König Kennito von Kefa von 1897 bis 1902 und von 1902 bis 1907 Ras Mengesha Yohannes, Sohn von Yohannes IV.
Entlang der von 1902 bis 1904 gebauten italienischen Telegrafenleitung von Asmara nach Addis Abeba erhielt auch Ankober ein Telegrafenbüro. Gleichzeitig verlor Ankober, zuvor Tauschstation für Händler zwischen Kamelen und Eseln, mit der Eröffnung der Eisenbahnlinie von Dschibuti bis Dire Dawa 1906 weiter an Bedeutung. Am 2. Dezember 1907 schrieb der österreichische Oberstleutnant Friedrich Freiherr von Kulmer, der zu dieser Zeit in Aliyu Amba weilte, dass Ankober nur noch als Staatsgefängnis gebraucht wurde. Herrscher über Ankobar war zu dieser Zeit Wehni Azaj Welde Sadeq (1838–1909), der auch gleichzeitig Chef des Staatsgefängnisses war. Er starb 1909, nachdem er 40 Jahre in Ankober an der Macht war.
Während des Ersten Weltkriegs wurde in Ankober ein Postbüro eröffnet, gemäß Encyclopædia Britannica lebten zu dieser Zeit nur noch rund 2000 Einwohner in Ankober. Im Vorfeld zur Schlacht von Segale kam es am 18. Oktober 1916 in Ankober zu einem Gefecht zwischen den Truppen von Mikael von Wollo und jenen von Ras Lul Seged, in denen Letzterer ums Leben kam.
In den 1930er-Jahren lebten wieder etwa 3000 Einwohner in Ankober, 1956 wurden 9234 Einwohner gezählt. Den ehemaligen Glanz der Stadt lässt sich heute noch an den Ruinen erahnen, zwei Kilometer außerhalb der Stadt finden sich noch die Ruinen der ehemaligen Befestigung der Shewa. Die Ankober Palace Lodge wurde auf den Ruinen des ehemaligen Palasts von Menelik errichtet und sind diesem nachempfunden.

## Kunst und Kultur

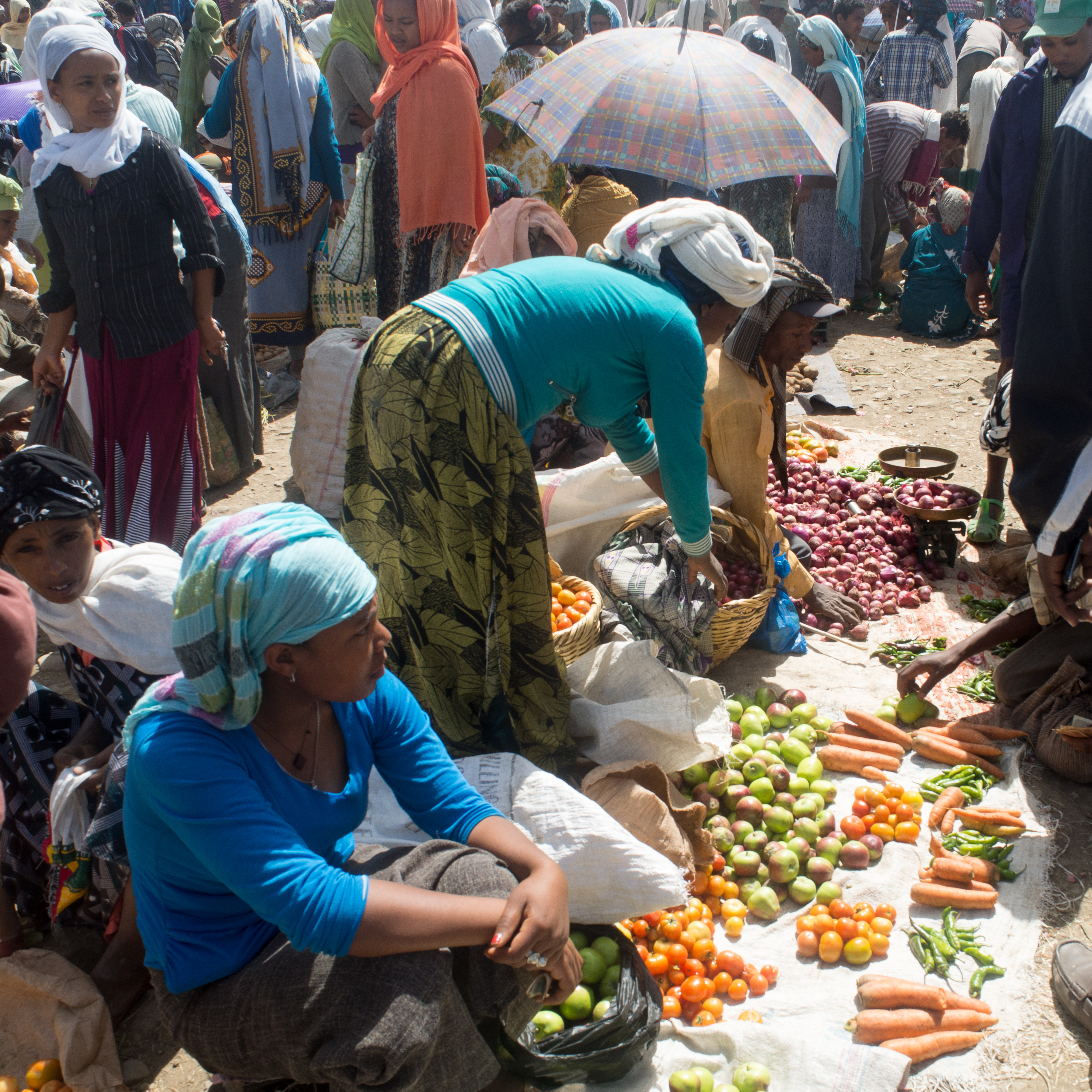
Gemüsehändlerin am Markt in Ankobar

### Kirchen und Klöster
Die Kirche St. Georgiys ist die älteste Kirche der Stadt. Sie besitzt ein Wellblechdach, das von Holzbalken gestützt wird und eine bunte Fassade. Das Grab des Kirchenstifters und Stadtvaters Amha Iyasus befindet sich in einem Steinhaus südlich der Kirche. Von der Kirche her hat man eine schöne Aussicht bis nach Aliyo Amba.
Nicht weit von St. Georgyis entfernt befindet sich die nach der Zerstörung der alten Kirche im Italienisch-Äthiopischen Krieg (die zerstörten Grundmauern heute noch sichtbar sind) neu errichtete Rundkirche Medhane Alem. In der alten Kirche wurde Menelik II. 1865 als König inthronisiert.
Weiter gibt es noch die Rundkirche Maryam, letzte Ruhestätte von Kirchenstifter Asfa Wossen und Wosson Sagad. Um die beiden letztgenannten Kirchen gibt es große Eukalyptusbäume, die aus der Zeit von Menelik II. stammen sollen.
Die St. Michaels-Kirche wurde 1825 von König Sahle Sellassie gegründet und wurde seine letzte Ruhestätte. Die weiße Kirche wurde im landestypischen Stil erstellt und beherbergt auch alte Manuskripte und kirchliche Artefakte.
Das Kloster St. Tekle Haymanot, benannt nach einem äthiopischen Mönch, war ursprünglich ein 1839 von Shale Selassie gestifteter Holzbau. 2007 wurde diese von den Besitzern der Ankober Palace Lodge aus Stein neu errichtet. Am Eingang befindet sich eine große Glocke der Glockengießerei Paccard.

### Ortsmuseum
Es existiert zudem ein Museum, das unter anderem historische Kirchenutensilien und das Hochzeitsgewand Meneliks zeigt. Das Museum wurde im 1960 gebauten „Eqabet“, einem zur Kirche Medhane Alem gehörenden Lagerhaus eingerichtet. Es wurde in Zusammenarbeit mit dem Institute of Ethiopian Studies an der Addis Ababa Universität realisiert und hat den vorher durch die Kirchengemeinschaft selbst organisierten Schutz der Kulturgüter Ankobers abgelöst.

### Markt
Jeweils am Samstag findet in Ankobar der traditionelle Markt statt.

## Verkehr
Ankobar liegt an einer Schotterstraße, die von Debre Berhan her kommend nach Dulecha führt. Im September 2016 wurde mit der Asphaltierung des Abschnitts von Dulecha nach Ankobar begonnen.
Von der Hauptstadt Äthiopiens, Addis Ababa, verkehrt täglich um 05:30 Uhr ein direkter Bus nach Ankober. Von Debre Berhan fahren mehrere Busse täglich nach Ankober. Von dort aus gibt es Verbindungen Richtung Norden (Kombolcha) und in den Süden nach Addis Ababa.

## Persönlichkeiten

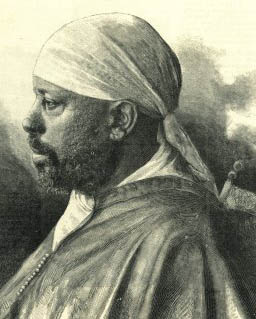
Menelik II., der letzte König von Shewa

- Aleqa Atsme, äthiopischer Historiker[12]
- Afewerk Tekle (1932–2012), äthiopischer Künstler[12]

### Könige von Shewa in Ankober
Folgende Könige haben von Ankober her über das Königreich Shewa geherrscht, bis Menelik II. den Sitz des bereits nicht mehr selbstständigen Königreichs 1878 nach Intoto verschob:
- Amha Iyasus (1745–1775), gilt als Gründer des heutigen Ankober
- Asfa Wossen (1775–1808)
- Wossen Sagad (1808–1813)
- Sahle Selassie (1813–1847)
- Haile Melekot (1847–1855)
- Menelik II. (1865–1878), König von Shewa integriert im Kaiserreich Äthiopien, war auch später noch mit Ankober verbunden.

### Inhaftierte Herrscher in Ankober

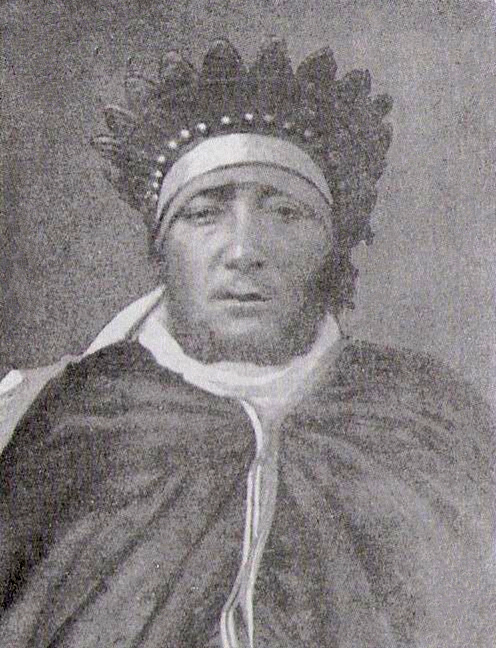
War in Ankober inhaftiert: Kawa Tona, der letzte König der Wolaytta

Folgende ehemalige Herrscher Teile Äthiopiens wurden vom König von Äthiopien, Menelik II., bei seinem Kreuzzug zur Vereinigung Äthiopiens ab etwa 1890 in Ankober inhaftiert:
- König Kawa Tona von Wolaytta
- König Gaki Sherocho (genannt Tchinito) von Kaffa
- Ras Wolie Betul von Yeju
- Ras Hailu Tekle Haymanot von Gojjam
- Ras Mengesha Yohannes von Tigray
- Dejach Tayye Gulilat von Kaffa